# Магеррамов Асіф Юсіф-огли
Асіф Юсіф огли Магеррамов (азерб. Asif Yusif oğlu Məhərrəmov; 26 липня 1952, Агдам, Азербайджанська РСР, СРСР — 1 липня 1994, Ялта, Автономна Республіка Крим, Україна) — офіцер Збройних сили Азербайджану, полковник-лейтенант, Національний Герой Азербайджану.

## Біографія
Народився 26 липня 1952 року в місті Агдам, Азербайджанська РСР, СРСР. Після закінчення школи працював водієм.
Під час Карабаського конфлікту організував в Агдамі добровільний батальйон самооборони. 31 грудня 1991 року відзначився під час бойових дій у районі селища Храморт.
7 березня 1992 року був призначений командиром однієї з військових частин. 10 березня 1992 року брав участь в операції зі встановлення контролю над вірменськими селищами Аранзамін, Пірджамал та Дахраз. 24 червня 1992 року був тяжко поранений у селі Нахічеваник. Вилікувавшись, повернувся на фронт. 27 жовтня 1993 року через погіршення здоров'я вийшов у відставку. Виїхав на лікування в місто Ялта, Україна, де помер 1 липня 1994.

## Пам'ять
Указом президента Азербайджанської Республіки № 350 від 7 грудня 1992 Асіфу Юсіф огли Магеррамову присвоєно звання Національного Героя Азербайджану.
Похований у Баку. Його ім'ям названо одну з вулиць Баку.